# カオス レギオン
『カオス レギオン』 (Chaos Legion) は、カプコンより発売されたPlayStation 2用及びPC用ゲームソフトと富士見ファンタジア文庫から刊行されている冲方丁のライトノベルによるメディアミックス作品である。小説版のイラストは結賀さとる。『このライトノベルがすごい！』作品部門では2005年版で10位を獲得している。
レギオンとは『福音書』に登場する悪霊の大軍のこと。つまり「Chaos Legion」は直訳で「混沌の軍勢」となる。

## あらすじ
招魔六陣篇 - 聖魔飛翔篇
ノヴィアがジークと出会って従士となり、聖戦魔軍篇へと至るまでの物語。途中、ジークの過去が語られる他、ノヴィア、レオニスの隠された過去が明かされる。
聖戦魔軍篇
天界と堕界の狭間にある世界、アルカーナ大陸。ジークはかつての友、3年前に親しき者を失い､復讐のために全てを浄化しようとするドラクロワを倒す命を受けた。

## 登場人物

### 共通
ジーク・ヴァールハイト (Sieg Wahrheit)
声 - 押尾学（ゲーム版）、森川智之（ドラマCD版）
主人公。「黒印騎士団（シュワルツ・リッター）」所属の葬士・騎士。
赤い髪、黒革の鎧、ボロボロの白外套、赤い篭手という出で立ち。無口で無愛想だが、胸の奥には熱いものを秘めており、また優しさがある。
左腕に刻まれた聖印（ハイリヒ）の力で死者を招く事ができ、これにより劇中で度々「ただ一人の軍団（レギオン）」と呼ばれる。また、死者の声が聞こえるという特殊な才能を持っている。ヴァールハイトは<戦場の真理>の意味の称号。その称号が示すとおり類稀な戦術眼と魔兵（レギオン）の力によって数々の戦場を制覇して来た。聖咎の剣（インドルガンツィア）を持って右手のみで剣を振るう特殊な戦い方をする（レギオンを招いている間は左手が使えないため）。小説版では聖印が彫り込まれた鞘を兼ねた銀色のシャベル（戦友の遺品の剣を溶かした物）に納め、それを使って幾多の死者を弔ってきた。
元は戦災孤児で剣奴として軍に売られ、戦いの日々だったが、ドラクロワにその才能を見いだされ、ドラクロワの配下となる（ドラクロワは「部下」としてではなく、「友」としてジークに接する）。
ヴィクトール・ドラクロワ (Victor Delacroix)
声 - 海東健（ゲーム版）、小杉十郎太（ドラマCD版）
ラクロワ聖堂の後継者で、貴族。かつてのジークの上官であり、親友。長い銀髪が特徴。
「争いを無くす」ことと「全ての人を王にする」ことを理想として掲げ、軍の最大勢力となるが、聖王の弟に嵌められ、十万もの兵と、自らが持つ領土の大半を失い、聖法庁に恨みを抱くようになる。さらにシーラがジークに殺されたと思いこみ（真相はアズライールに憑依された自身の手でシーラを殺害してしまい）、ジークと決別。外典イザークを持って逃走し、聖法庁への叛乱を企む。最終ステージにおいて自身の手でシーラを殺害したことを思い出し、自身の手でその罪を自害というカタチで完全に払拭させるという非業の最期を遂げる。
小説版においては、自らが解き放ったアズライールに憑依されたシーラ（特殊な葬法で生前の姿を保った遺体）に殺害される。その後「竜界」の影響によってシーラ、ジークと最後の言葉を交わして別れる。
シーラ・リヴィエール (Siela Riviere)
声 - りょう（ゲーム版）、浅川悠（ドラマCD版）
かつて、ジーク、ドラクロワとともに理想を追い求め、戦っていたが、ある事件(ドラクロワの項を参照)で死亡。リヴィエールは、<癒す者>の意味の称号。蜜蜂色（パーニャ）の髪。
アーシア・リンスレット (Arcia Rinslet)
声 - 市川由衣（ゲーム版）、武藤寿美（ドラマCD版）
ドラクロワに兄を殺され、復讐するために、遊軍として戦場に出る。その途中でジークと出会う。リンスレットは、<浄める者>の意味の称号。<銀の乙女>所属。
銀銃（ヘイリン）という武器で戦う。
アズライール
アルカーナ大陸を支配する神。人の心の隙間に入り、“囁く”ことで人を支配する。聖クレマチス（初代）に聖印を授けた。ゲーム版ではドラクロワを生贄に仮復活するが､ジークに倒される。
聖クレマチス（初代）
神（アズライール）から聖印を授かった。しかし、アズライールの企みに気づき、外典イザークを書き記した後、アズライールをその身に宿したまま聖櫃へと入ることでアズライールを封印した。

### 小説版のみ

#### ジーク一行
ノヴィア・エルダーシャ
声 - 浅野真澄（スペシャルドラマCD版）
ジークの（五人目の）従士。<銀の乙女>所属。母から力を受け継ぐ事が出来ず、それにより、盲目となってしまったが、ジークとともに行動し、試練を乗り越えて、眼が見えるようになった。すべてを見透す透視の力（万里眼）と、あらゆる物を幻視する幻視の力を併せ持つ。エルダーシャは、<見守る者>の意味の称号。
紫色の瞳、栗色の髪。青い法衣を着ている。自分で自分に激励を送り、更に自分で応える「一人頑張るちゃん」を時々する。
アリスハート
ノヴィアの友達。妖精（ファー）。ジークのことを「狼男」と呼び、ジークからは「チビ」と呼ばれる。非常におしゃべりで騒がしい。
キリ・ラフィエット
「04 天路哀憧篇」に登場。ラフィエットは、<踏む者>の意味の称号。

#### 聖地シャイオン
レオニス・ジェルミナル
聖地シャイオンの新領主。昔から歩くことが出来ず、車椅子の生活を送っている。頭の回転が非常に速く、一度聞いたこと・見たことはすべて覚えている。
トール・ヴュラード
レオニスの従兄弟であり、友達であり、家臣であり、暗殺者。渾名は「影法師トール」。
ロムルス・ジェルミナル
レオニスの父親。聖地シャイオンの旧領主。

#### 狩人
ジークを狩るために、レオニスが聖地シャイオンに呼び寄せた。過去のジークの従士とそれぞれ関係があり、ジークを憎んでいる。
サガ・トルホーズ（02 魔天行進篇）
フロレス・アンブローシャ（03 夢幻彷徨篇）
アキレス・ツェペット（04 天路哀憧篇）
レティーシャ・ベルゼブベス（05 聖魔飛翔篇）

## 魔兵（レギオン）
小説版登場のレギオン
- 剛魔（ごうま） ダゴン
- 砲魔（ほうま） ネルヴ
- 哭魔（こくま） ブラスフェミー
- 凄魔（せいま） ギルト
- 麗魔（れいま） ファーガス
- 巌魔（がんま） ヘイトレッド
- 甲魔（こうま） アロガンス
- 迅魔（じんま） オウディウム
- 尖魔（せんま） マリス
- 神魔（しんま） サナトス

ゲーム版登場のレギオン
剣 / ギルト (Guilt)
ゲーム序盤で手に入るレギオン。剣撃による近距離戦闘を得意とする。名前の意味は「罪」
力 / ヘイトレッド (Hatred)
ゲーム中盤で手に入るレギオン。肉弾戦による近距離攻撃を得意とする。一部の外壁を壊すことも出来る。名前の意味は「憎悪」
弓 / マリス (Malice)
ゲーム序盤で手に入るレギオン。弓によって遠距離の敵や一匹の敵に弓撃の飽和攻撃をすることが可能。名前の意味は「悪意」
盾 / アロガンス (Arrogance)
ゲーム序盤で手に入るレギオン。あらゆる攻撃を弾き飛ばす。受けたダメージをそのまま返すことも出来る。名前の意味は｢尊大｣
爪 / フロウド (Flawed)
ゲーム中盤あたりで手に入るレギオン。爪による近距離攻撃や、その機動性ですばやく攻撃する。名前の意味は「傷」
爆弾 / ブラスフェミー（Blasphemy）
ゲーム序盤で手に入るレギオン。自らを犠牲にして爆破し、大きな一撃を叩き込む。アクションでジークが蹴る事もある。特殊な外壁を壊すことが出来る。名前の意味は「冒涜」
巨大 / サナトス (Thanatos)
最初からジークがもっていたレギオン。ドラクロワに破壊され、9つに分解される。瞬間移動攻撃や時間を止める特殊能力を有している。名前は神話の死を司る神の名からとられている。

## 用語
黒印騎士団（シュワルツ・リッター）
聖法庁に害なす者を独断で裁く権利を与えられている。
聖咎の剣（インドルガンツィア）
殺人を聖なる罪として許し、聖法庁の敵を独断で誅殺する権利と義務を与えられた剣。

## ゲーム

### 内容
エモーショナルアクションという新たなジャンル付けがおこなわれた三人称視点のアクションRPG。全15ステージ構成で、プレイヤーは主人公ジークを操り、迫り来る敵の大群に挑む。
PS2版は「最高難易度でも易しい」という感想が頻出するほど甘めで、クリア後にはさらに最終ボスを含めたすべての敵を一撃で倒せるスーパーモードが追加される。後発のインターナショナル版（PC版）では難しめに調整されている。PS2版の『週刊ファミ通』のクロスレビュー評価は40点満点の内30点のシルバー殿堂だった。

### プロモーション
テレビCMはゲーム本編の内容と音楽面を強調する目的で丹下紘希を監督に起用。 

### 発売までの経緯 - 発売後
当初から世界展開を狙って開発され、国内100万本の売上を目標として2003年春以降の発売に向けて多額の製作費を投じて製作されていたが、2002年度のカプコン全体の業績が思わしくなく、決算前の補填目的で発売が早められ、他メーカーの有力タイトル複数と発売時期が重なることになった。結果として売上本数は目標を大きく下回り、補填を担うことはできなかった。これが一因となり、カプコン全体の経営見直しが図られ開発部署が幾つか廃止。発売から1年も経たないうちに新品が500円前後で投売りされるようになった。
PS2版の発売後、同年6月末にインターナショナル版の発売を発表。PS2版との違いは難易度以外にも、8カ国9書体（日本語・英語・フランス語・ドイツ語・スペイン語・イタリア語・韓国語・中国語）の字幕表示が追加されていること、日本語吹き替え音声と主題歌の廃止（英語音声のみ）、それにともなうスタッフロールも大幅な変更が挙げられる。
後にカプコンから発売された「新 鬼武者 DAWN OF DREAMS」において、登場キャラクター「天海」用の隠し衣装としてジークのコスチュームが採用されている。

### 関連グッズ
ゲーム版の関連グッズとしてアーシアの銀銃「ヘイリン」の無可動組み立てモデル（大日本技研）や、カプセルフィギュアシリーズ（エポック社）があった。ゲーム版の取扱説明書には「聖咎の剣」などシルバーアクセサリー発売の告知が掲載されていたが実際には発売されなかった。
他に小説版の関連グッズとして「カオスレギオン」のキャラクターが収録されたトレーディングカードゲーム（「ドラゴン☆オールスターズ」追加カード集第2弾「3rd Lap なつばけ」）がある。

## 既刊一覧

### 小説
- 冲方丁（著） / 結賀さとる（イラスト）、富士見書房〈富士見ファンタジア文庫〉、全7巻
  - 『カオス レギオン 聖戦魔軍篇』2003年2月25日初版発行（2月20日発売[17]）、ISBN 4-8291-1495-9
  - 『カオス レギオン0 招魔六陣篇』2003年3月25日初版発行（3月20日発売[18]）、ISBN 4-8291-1496-7
  - 『カオス レギオン01 聖双去来篇』2003年7月25日初版発行（7月19日発売[19]）、ISBN 4-8291-1537-8
  - 『カオス レギオン02 魔天行進篇』2003年12月25日初版発行（12月20日発売[20]）、ISBN 4-8291-1578-5
  - 『カオス レギオン03 夢幻彷徨篇』2004年5月25日初版発行（5月20日発売[21]）、ISBN 4-8291-1618-8
  - 『カオス レギオン04 天路哀憧篇』2004年7月25日初版発行（7月17日発売[22]）、ISBN 4-8291-1628-5
  - 『カオス レギオン05 聖魔飛翔篇』2004年12月25日初版発行（12月18日発売[23]）、ISBN 4-8291-1677-3

## 関連商品

### ゲーム
- カオス レギオン（PlayStation 2用） 2003年3月6日発売
- カオス レギオン インターナショナル for PC（Windows用） 2003年11月14日発売
- カオス レギオン（Windows用） 2006年4月28日発売（ソースネクストより）

### ドラマCD
- ドラマCD カオス レギオン　2003年4月23日発売（キングレコードより）
  - ドラマCDとは別に、ゲーム版のサウンドトラックの初回特典としてスペシャルドラマCDが製作された。